# Вестерхевер
Вестерхевер (нем. Westerhever) — община в Германии, в земле Шлезвиг-Гольштейн.
Входит в состав района Северная Фризия. Подчиняется управлению Айдерштедт. Население составляет 117 человек (на 31 декабря 2010 года). Занимает площадь 13,21 км².
Официальным языком в населённом пункте, помимо немецкого, является севернофризский.

## Галерея
- Вестерхевер
- Вестерхеферский маяк
- Кирха св. Стефана